# Feliksów (województwo lubelskie)
Feliksów – kolonia w Polsce położona w województwie lubelskim, w powiecie hrubieszowskim, w gminie Uchanie. Leży przy drodze wojewódzkiej nr .
W latach 1975–1998 miejscowość administracyjnie należała do województwa zamojskiego. 
Wieś stanowi sołectwo gminy Uchanie. Według Narodowego Spisu Powszechnego z roku 2011 wieś liczyła 98 mieszkańców i była dziewiętnastą co do liczby ludności miejscowością gminy.
Wierni Kościoła rzymskokatolickiego należą do parafii Wniebowzięcia Najświętszej Maryi Panny w Uchaniach.